# Casi muerta
Casi muerta és una pel·lícula de comèdia romàntica argentina de 2023 dirigida i coescrita per Fernán Mirás. La pel·lícula és protagonitzada per Natalia Oreiro i Diego Velázquez. La cinta és una remake de la pel·lícula espanyola Bypass, dirigida per Aitor Mazo i Patxo Tellería, i escrita per aquest últim.<. La pel·lícula es va estrenar el 6 de juliol de 2023 a les sales de cinemes de l'Argentina.

## Agument
María i Javier, amics de tota la vida, porten molt temps distanciats. Fins que rep una trucada dels altres dos amics del grup, Paula i Lucas: a María només li queda un mes de vida, el mes de desembre. La seva data de venciment és la vespra d'Any Nou.
Així que Javier decideix tornar a Buenos Aires, deixant enrere la seva nova vida a Montevideo, per a trobar a María i als seus amics Paula i Lucas en aquesta fatídica situació.
L'amor sempre ha existit entre ells, sense que l'altre ho sabés. Però ara Javier té xicota, l'extravagant Julieta, i el seu amor per María forma part d'allò més intens del seu passat.
María, per part seva, continua estimant-lo. Li demana al seu amic que l'acompanyi en els últims 30 bojos dies de la seva vida. Javier es queda, però no sap què fer amb la seva altra vida. No vol mentir-li ni fer-li mal, i tots dos inicien una llarga xarxa de mentides i embolics. María intenta trobar un sentit a la seva vida o a la seva mort. Cap al final, s'embarca en un eixelebrat viatge per a descobrir què li queda per fer i què és el realment important. Javier, Paula i Lucas l'acompanyen en aquest viatge el millor que poden, mentre l'amor de Javier per María es desperta de nou. Fins que, a la Nit de Nadal, en l'últim sopar, tot explota.

## Repartiment
- Natalia Oreiro com a María
- Alberto Ajaka com a Mudo
- Violeta Urtizberea com a Julieta
- Paola Barrientos com a Paula
- Diego Velázquez com a Javier
- Ariel Staltari com a Lucas
- Vivian El Jaber com a Dra. Rey

## Premis i nominacions
| Premi                                   | Data de l'esdeveniment     | Categoria                                            | Nominat                                                   | Resultat | Ref.  |
| --------------------------------------- | -------------------------- | ---------------------------------------------------- | --------------------------------------------------------- | -------- | ----- |
| Premis Sur                              | 26 d'agost de 2024         | Millor fotografia                                    | Daniel Ortega                                             | Nominat  | [ 3 ] |
| Premis Sur                              | 26 d'agost de 2024         | Millor maquillatge i caracterització                 | Karina Camporino, Matías Giachino y María Ángeles Vázquez | Nominat  | [ 3 ] |
| Premis Martín Fierro de Cinema i Sèries | 21 d'octubre de 2024       | Millor actriu de repartiment de comèdia              | Paola Barrientos                                          | Nominat  | [ 4 ] |
| Premis Martín Fierro de Cinema i Sèries | 21 d'octubre de 2024       | Millr actor de repartiment de comèdia                | Alberto Ajaka                                             | Nominat  | [ 4 ] |
| Produ Awards                            | 30 i 31 d'octubre del 2024 | Millor pel·lícula de comèdia estrenada en plataforma | Casi muerta                                               | Pendent  | [ 5 ] |